# تپه ملا یوسف
تپه ملا یوسف مربوط به دوره اشکانیان است و در شهرستان اردبیل، بخش مرکزی، دهستان بالغلو، محله ملا یوسف واقع شده و این اثر در تاریخ ۱۸ اسفند ۱۳۸۷ با شمارهٔ ثبت ۲۴۹۳۲ به‌عنوان یکی از آثار ملی ایران به ثبت رسیده است.